# 卡緬斯克-沙赫京斯基
48°19′N 40°16′E / 48.317°N 40.267°E
卡緬斯克-沙赫京斯基（俄语：Ка́менск-Ша́хтинский），是俄羅斯羅斯托夫州西北部的一個城市，距首府羅斯托夫東北145公里的北頓涅茨河畔。2002年人口75,632人。
1686年建城，1927年設市。